# Mañaria
Mañaria és un municipi de la província de Biscaia, País Basc, pertanyent a la comarca de Duranguesat. Limita al nord amb Izurtza; al sud-oest amb Dima i a l'est amb Abadiño.

## Hidrografia
La vall la forma el riu Mañaria que es forma en els vessants de les muntanyes que l'envolten i discorre fins a desembocar a l'Ibaizabal a Durango. Hi ha multitud de petits rierols que baixen de les forests així com deus, alguns d'ells d'aigües minerals ferruginoses com les de Marco Arbina i sulfuroses com les de Igüengana.

## Orografia
Entre els gegantescs blocs calcaris que conformen la serra d'Amboto i Aramotz, amb escarpades vessants que impedeixen l'aprofitament del sòl, només el 3% són terres llaurades, i altures que ronden els 1000 m. La característica de la pedra que componen les forests ha donat lloc a una gran activitat minera, en forma de pedreres, l'explotació de les quals aquesta posant en dubte la mateixa viabilitat el municipi.

## Economia
L'economia del municipi aquesta basada en l'explotació minera i en la indústria. El sector primari està representant fonamentalment, més que gens per l'impacte visual, per les explotacions mineres de pedra calcària i marbre a cel obert que constituïx la base econòmica del municipi. Les petites explotacions agrícoles i ramaderes es fan en actitud d'explotació familiar complementària, els seus productes es comercialitzen en els mercats de la comarca. Històricament ha posseït explotacions mineres, a més del marbre s'ha explotat ocre, llapis i ferro. El sector secundari aquesta centrat en la transformació metalúrgica i les seves indústries se situen en la part baixa de la vall. Molts habitants dels caserius té com treball principal l'industrial, bé en fàbriques situades en el municipi o en la comarca. El sector de serveis és molt reduït. La próximidad de Durango i Bilbao fa que els serveis es donin en aquests municipis.

## Història

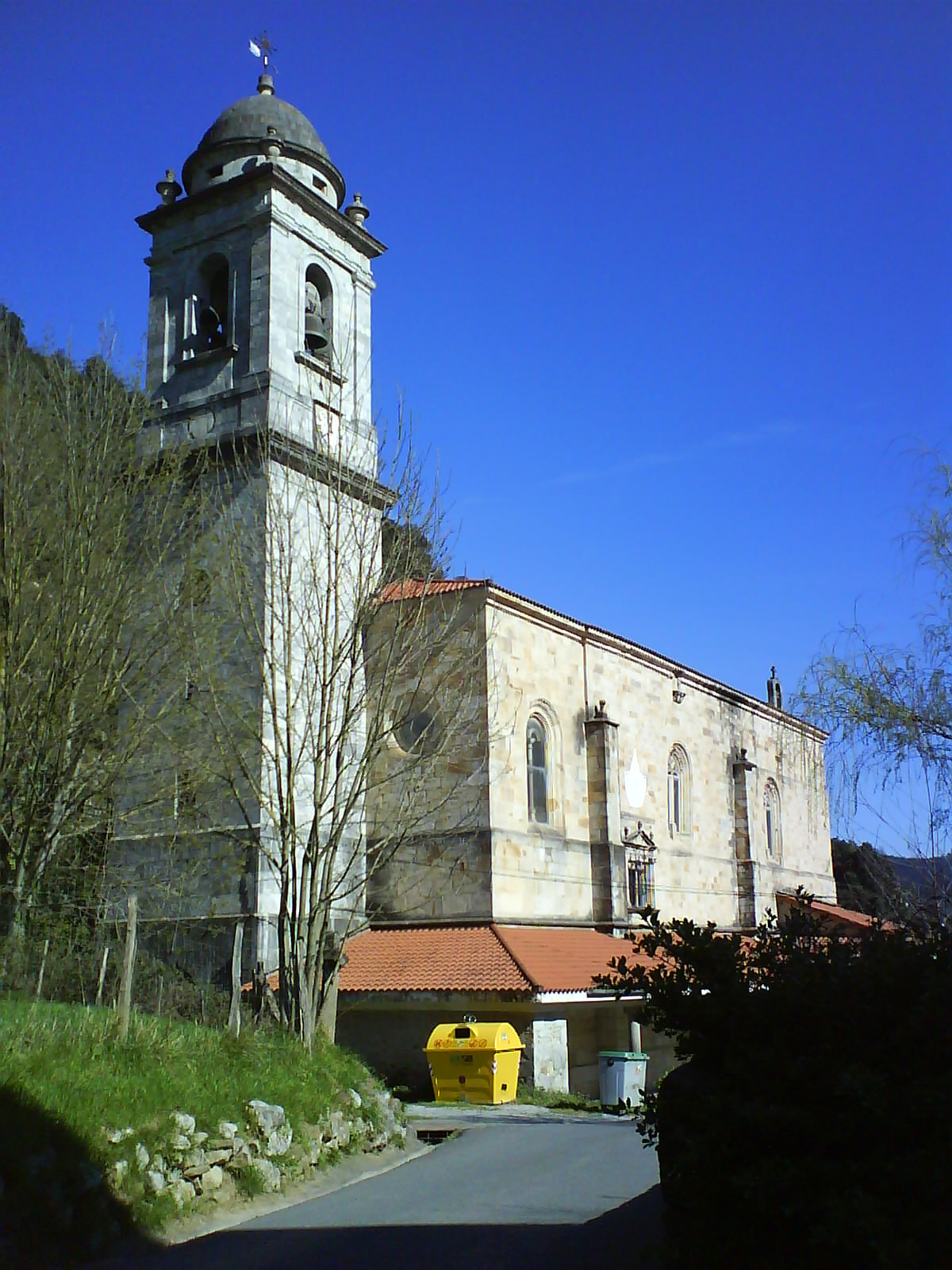
Església de Santa María.

Com en totes la anteiglesias els seus orígens es perden en el temps i es confonen amb els de la Terra Plana de Biscaia. Hi ha ressenyes prehistòriques en jaciments magdalenians i neolítics com les coves de Silibranka, kobazar o atxuri. També s'ha trobat un vas litúrgic visigot del segle vi. Va formar part de la Merindad de Durango i ocupava el seient i vot nombre 4 en les Juntes de Gerendiaga. Compte amb casa blasonades que donen testimoniatge de la seva presència històrica. Se sap que l'església va ser ampliada en el segle xvi i que per a entionces ja tenia fama d'antiga. De les seves pedreres es van extreure en 1751 22 columnes de marbre per a la capella del Palau Reial de Madrid.
La característica ubicació de Mañaria ha fet que la seva població s'hagi mantingut estable en el temps. L'emigració a la propera capçalera comarcal i la immigració d'algun romàntic a la recerca d'entorns rurals propers a les ciutats l'ha mantingut entorn de les 400 ànimes.

## Personatges il·lustres
- Ebaristo Bustintza "Kirikiño" (1866-1929), escriptor en euskera
- Errose Bustintza (1899-1953), escriptor
- Julian Gorospe (1960-), ciclista
- Unai Uribarri (1978-), músic